# Châteauneuf-sur-Isère
Châteauneuf-sur-Isère ist eine französische Gemeinde im Département Drôme in der Region Auvergne-Rhône-Alpes.

## Geografie
Die Gemeinde liegt an der Isère, kurz vor deren Mündung in die Rhône.

## Geschichte
Eine erste Besiedelung des heutigen Gemeindegebietes datiert vom 12. Jahrhundert. Saint-Hugues, Bischof von Grenoble, stammte aus Châteauneuf-sur-Isère. Im 13. Jahrhundert gehörte das Gemeindegebiet dem Bistum Valence.

### Bevölkerungsentwicklung
| Jahr                       | 1962 | 1968 | 1982 | 1990 | 1999 | 2007 | 2018 |
| Einwohner                  | 2105 | 2167 | 2591 | 3031 | 3285 | 3621 | 3909 |
| Quellen: Cassini und INSEE |      |      |      |      |      |      |      |

## Persönlichkeiten
- Hugo von Bonnevaux (um 1120–um 1194), Abt eines Zisterzienserordens